# Tioetery

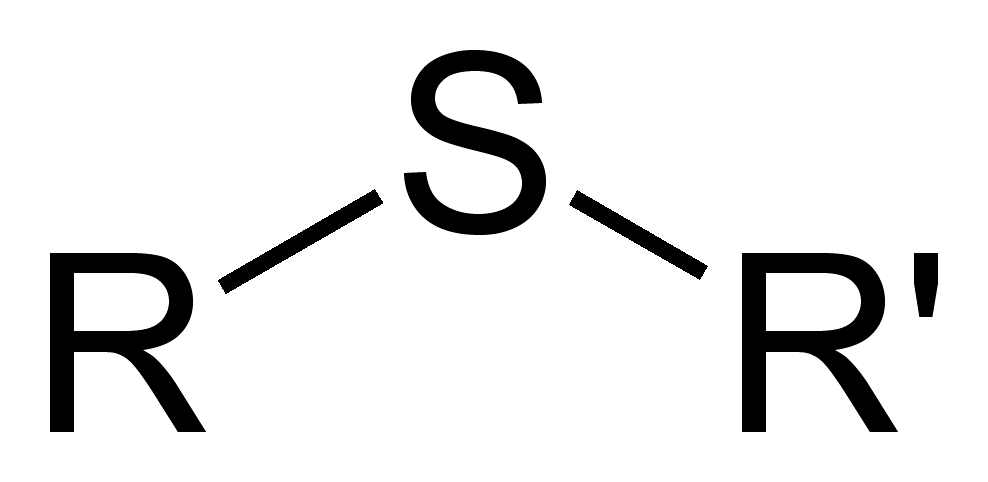
Wzór ogólny tioeterów

Tioetery (sulfidy) – grupa siarkoorganicznych związków chemicznych, siarkowych analogów eterów o wzorze ogólnym R−S−R (R ≠ H).
Mają ostry i nieprzyjemny zapach. Są reaktywniejsze niż odpowiadające im etery.
Otrzymywanie sulfidów:
2RBr + Na2S → R−S−R + 2NaBr
R1Br + R2SNa → R1−S−R2 + NaBr
Są podatne na utlenianie do sulfotlenków i sulfonów.